# والتر كايزر
والتر كايزر (بالألمانية: Walter Kaiser)‏ هو مدرب تجديف نمساوي، ولد في 29 أبريل 1971 في كلاغنفورت في النمسا.

## وصلات خارجية
- والتر كايزر على موقع الاتحاد الدولي للتجديف (الإنجليزية)
- والتر كايزر على موقع اللجنة الأولمبية الدولية (الإنجليزية)
- والتر كايزر على موقع أوليمبيديا (الإنجليزية)